# 兰布里夫卡
46°19′17″N 29°17′24″E / 46.32139°N 29.29000°E
兰布里夫卡（烏克蘭語：Ламбрівка）是位於烏克蘭西南部的村莊，由敖德萨州博爾赫拉德區的博羅迪諾市鎮負責管轄。該村始建於1816年，面積0.76平方公里，海拔高度54米，2001年人口702，人口密度每平方公里923.68人。